# 김명선 (희극인)
김명선(1989년 11월 21일 ~ )은 대한민국의 희극 배우이다. 
- 2013년에 코미디빅리그에서 데뷔했으며 정형돈, 래퍼 넉살 닮은 꼴로 유명하다.
- 현재 유튜브 '랜선친구들' 페이지에 고정적으로 등장하고 있다.

## 출연작

### 방송
- 코미디빅리그 (tvN)
  - 《바보사랑》
  - 《학교전설》 선생님 역
  - 《청춘을 위하여》
  - 《멸망 10분전》
  - 《노량진 랩소디》
  - 《깽스맨》 피그레이디 역
  - 《갑과 을》 미키광수의 아내 역
  - 《쇼미더구라》
  - 《2016 하녀》 하녀 역
  - 《전설의 복학생》
  - 《이게무슨일이야》
  - 《가벼운 사랑》미진 엄마 역
- SNL 코리아 (tvN)
- 투깝스 (MBC) - 간호사 역 (특별출연)
- 2020년 내일은 미스트롯2

### 뮤직비디오
- 배드키즈 - 바밤바

## 경력
- 2022.12. ~ 풋살팀 《FC트롯퀸즈》멤버